# 碧海さりお
碧海 さりお（あおみ さりお、6月16日 - ）は、宝塚歌劇団星組に所属する男役スター。
石川県金沢市、星稜高等学校出身。身長168cm。愛称は「ちゃりお」、「さりお」。

## 来歴
2013年、宝塚音楽学校入学。
2015年、音楽学校卒業後、宝塚歌劇団に101期生として入団。入団時の成績は5番。月組公演「1789」で初舞台。その後、星組に配属。
2020年、礼真琴・舞空瞳トップコンビ大劇場お披露目となる「眩耀の谷」で、新人公演初主演。

## 人物
小学校高学年の時に宝塚を初観劇し、その日に宝塚受験を志した。
高校在学中に来校したOB・本田圭佑が口にした「何事にも限界はない。あきらめたら自分が負けだ」との言葉を胸に、最後のチャンスとなる4度目の挑戦で音楽学校に合格した。
芸名の「碧」は紺碧の空からとり、可能性は無限という思いをこめた。

## 主な舞台

### 初舞台
- 2015年4 - 6月、月組『1789-バスティーユの恋人たち-』（宝塚大劇場のみ）

### 星組時代
- 2015年8 - 11月、『ガイズ&ドールズ』
- 2016年1月、『LOVE & DREAM』（東京国際フォーラム・梅田芸術劇場）
- 2016年3 - 6月、『こうもり』 - 新人公演：アルフレード（本役：礼真琴）『THE ENTERTAINER!』[6][5]
- 2016年7月、『One Voice』（バウホール）
- 2016年8 - 11月、『桜華に舞え』 - 上士、新人公演：別府晋介（本役：瀬央ゆりあ）『ロマンス!! (Romance)』
- 2017年1月、『オーム・シャンティ・オーム-恋する輪廻-』（東京国際フォーラム）
- 2017年3 - 6月、『THE SCARLET PIMPERNEL（スカーレット ピンパーネル）』 - 新人公演：ハル（本役：綾凰華）
- 2017年7 - 8月、『阿弖流為-ATERUI-』（ドラマシティ・日本青年館） - 猪足
- 2017年9 - 12月、『ベルリン、わが愛』 - 新人公演：ルードヴィッヒ・クリッチュ（本役：美稀千種）『Bouquet de TAKARAZUKA（ブーケ ド タカラヅカ）』[6]
- 2018年2月、『うたかたの恋』 - フィリップ皇子『Bouquet de TAKARAZUKA（ブーケ ド タカラヅカ）』（中日劇場）
- 2018年4 - 7月、『ANOTHER WORLD』 - 新人公演：杢兵衛（本役：天寿光希）『Killer Rouge（キラー ルージュ）』
- 2018年8 - 11月、『Thunderbolt Fantasy（サンダーボルト ファンタジー）東離劍遊紀（とうりけんゆうき）』『Killer Rouge／星秀☆煌紅』（梅田芸術劇場・日本青年館・國家戯劇院・高雄市文化中心至徳堂）[6]
- 2019年1 - 3月、『霧深きエルベのほとり』 - 新人公演：リコ（本役：天華えま）『ESTRELLAS（エストレ―ジャス）〜星たち〜』
- 2019年5月、『アルジェの男』 - フェリックス『ESTRELLAS（エストレ―ジャス）〜星たち〜』（全国ツアー）
- 2019年7 - 10月、『GOD OF STARS -食聖-』 - 新人公演：P-heaven（本役：天華えま）『Éclair Brillant（エクレール ブリアン）』
- 2019年11 - 12月、『ロックオペラ モーツァルト』（梅田芸術劇場・東京建物 Brillia HALL） - 市民／宮廷人
- 2020年2 - 3月、『眩耀（げんよう）の谷〜舞い降りた新星〜』 - プラト、新人公演：丹礼真（本役：礼真琴）『Ray-星の光線-』（宝塚大劇場） 新人公演初主演[6][4]
- 2020年7 - 9月、『眩耀（げんよう）の谷〜舞い降りた新星〜』 - プラト『Ray-星の光線-』（東京宝塚劇場）[注釈 1]
- 2020年12月、『シラノ・ド・ベルジュラック』（ドラマシティ） - マルタン／モンフルウリイ
- 2021年2 - 5月、『ロミオとジュリエット』 - 愛[注釈 2]
- 2021年7月、『VERDAD（ヴェルダッド）!!』（舞浜アンフィシアター）
- 2021年9 - 12月、『柳生忍法帖』 - 大道寺鉄斎、新人公演：芦名銅伯／天海大僧正（本役：愛月ひかる）『モアー・ダンディズム!』[2]
- 2022年2月、『王家に捧ぐ歌』（御園座） - サウフェ[2]
- 2022年4 - 7月、『めぐり会いは再び next generation-真夜中の依頼人（ミッドナイト・ガールフレンド）-』 - ヴァルター・オルレイン『Gran Cantante（グラン カンタンテ）!!』
- 2022年9月、『ベアタ・ベアトリクス』（バウホール） - ウィリアム・ホルマン・ハント
- 2022年11 - 2023年2月、『ディミトリ〜曙光に散る、紫の花〜』 - セルゲイ『JAGUAR BEAT-ジャガービート-』
- 2023年3 - 4月、『Le Rouge et le Noir〜赤と黒〜』（ドラマシティ・日本青年館） - ノワール
- 2023年6 - 8月、『1789-バスティーユの恋人たち-』 - オーギュスト・ラマール／代役：ジョルジュ・ジャック・ダントン（本役：天華えま）[注釈 3][8][9]
- 2023年10月、『My Last Joke-虚構に生きる-』（バウホール） - ルーファス・W・グリスウォルド[10]
- 2024年1 - 4月、『RRR×TAKA"R"AZUKA〜√Bheem〜（アールアールアール バイ タカラヅカ〜ルートビーム〜）』 - エドワード『VIOLETOPIA（ヴィオレトピア）』
- 2024年5 - 6月、『BIG FISH（ビッグ・フィッシュ）』（東急シアターオーブ） - エーモス・キャロウェイ
- 2024年8 - 12月、『記憶にございません!』 - 鰐淵影虎『Tiara Azul-Destino-（ティアラ・アスール ディスティーノ）』
- 2025年1 - 2月、『にぎたつの海に月出づ』（バウホール） - 覚従
- 2025年4 - 8月、『阿修羅城の瞳』 - 安倍雷王『エスペラント！』
- 2025年9 - 10月、『ダンサ セレナータ』 - ジョゼ『Tiara Azul －Destino－ II』（全国ツアー）
- 2026年1 - 4月、『恋する天動説』『DYNAMIC NOVA』

## TV出演
- 2015年9月、NHK『経世済民の男 小林一三』後編 - 宝塚歌劇団団員[11]